# Phlegetonia plusioides
Phlegetonia plusioides är en fjärilsart som beskrevs av Walker 1865. Phlegetonia plusioides ingår i släktet Phlegetonia och familjen nattflyn. Inga underarter finns listade i Catalogue of Life.